# Drag Him To The Roof
«Drag Him To The Roof» (Arrástralo al Techo) es el quinto sencillo del álbum Tambu de la banda de rock Toto, Grabado y Lanzado en 1995.

## Información
La canción fue escrita por David Paich, Steve Lukather y Stan Lynch. Como sencillo tuvo un éxito comercial, tanto a estar en el lugar vigésimo octavo en el UK Singles Chart. La canción tiene influencias diversas que van desde el Hard rock, Pop Rock, hasta el rock alternativo. Pero la canción no fue filmado el videoclip.

## Músicos
- Steve Lukather: Voz, coros, guitarra.
- David Paich: Voz, coros, teclados.
- Simon Phillips: Batería.
- Mike Porcaro: Bajo.
- Jenny Douglas Mc-Rae: Voz, coros.
- John James: Voz.
- Phillip Ingram: Coros.

## Lista de canciones
1. "Drag Him To The Roof" (6:10)
2. "I Will Remember" (6:06)

- Datos: Q3714956